# Guillaume VI Durand
Pour les articles homonymes, voir Guillaume Durand et Durand.
Guillaume VI Durand, plus connu sous le nom de Guillaume Durand le jeune, né à une date inconnue à Puimisson et mort en 1330, est un évêque de Mende en Gévaudan. Il est le neveu de Guillaume Durand, son prédécesseur. Il porte le numéro VI comme étant le sixième évêque de Mende à se prénommer Guillaume. Cependant si cinq de ses prédécesseurs se sont prénommés ainsi, la littérature privilégie souvent le numéro IV (ou IIII) ou simplement le II pour le différencier de son oncle. On le retrouve ainsi également nommé Guillaume Duranti II.

## Biographie

### Ses débuts, les querelles
Il est né, comme son oncle, à Puimisson, près de Béziers. Il a trois frères : Pierre qui hérite des biens familiaux, Bernard et Pons tous deux chanoines à Mende.
Le 7 mars 1291 il obtient un premier poste à Banassac, en Gévaudan, où le pape lui offre la collation de Saint-Médard. Il succède ainsi à l'un de ses parents, Hugon d'Aquisvisis. Il devient ensuite chanoine puis archidiacre à Mende avant de devenir évêque le 17 décembre 1296. Il ne prend cependant possession de son évêché que le 23 octobre 1304.
Peu de temps après sa prise en main de l'évêché il entre en conflit avec les barons du Gévaudan, principalement les Peyre. Lorsque, en octobre 1304, il prend possession de l'évêché, il réunit ses chanoines et déclare qu'il comptait corriger l'injustice dont son église est victime, et ne jamais pardonner le complot ourdi par Astorg de Peyre, Guigue de Cénaret et Hugues de Quintinhac. Il faut savoir que, depuis 1161 et la Bulle d'or obtenue par Aldebert III du Tournel, les évêques de Mende ont tout pouvoir politique sur Mende et le Gévaudan. Mais une partie du pouvoir est également détenu par la Vicomté de Grèzes, ancienne possession des rois d'Aragon, rattachée au domaine royal français en 1258. Grèzes est basé en terre de Peyre, la plus grande ville était alors Marvejols. De plus, Marvejols était bailli des sénéchaux de Beaucaire qui souvent passaient outre la juridiction de l'évêque.
Il laisse également les chevaliers de la Garde-Guérin continuer leurs agissements, bien que cela lui déplaise, à l'image de ses prédécesseurs (dont Aldebert qui craignait la présence de ces chevaliers sur la voie Regordane).
Guillaume Durand cherche alors à légitimer son pouvoir. En 1302, il obtient de la Chaise-Dieu les prieurés de Fournels, de Brion, de Termes, de Saint-Pierre-le-Vieux et du Bacon. En juin de cette même année, il ramène en la cathédrale de Mende des reliques de la Vraie Croix offertes par le roi de France.

### L'acte de paréage
Guillaume Durand n'apprécie pas l'acte signé de la Bulle d'or, et l'assouvissement d'Aldebert en faveur du roi de France, qui engage ses successeurs. Il veut donc remettre en question la place du Roi en Gévaudan, continuant ainsi un procès qui a été entamé par ses prédécesseurs 36 ans auparavant, et visant à définir les limites de chacun des deux partis. Entre 1301 et 1302, il rédige un « Mémoire sur le paréage », où il démontre la légitimité du pouvoir temporel de l'Église. Pour réaliser cette enquête, il s'entoure de plusieurs notables du pays, tels Gaucelin de la Garde, évêque de Maguelone ou Pierre de La Chapelle-Taillefert, archevêque de Toulouse.
Le 3 février 1307 tout est prêt, et il conclut alors un acte de paréage avec le roi Philippe le Bel. Cet acte sépare ainsi le Gévaudan en trois terres : celle de l'évêque, celle du Roi et les terres communes. Ce traité consacre définitivement la soumission des barons à l'autorité de l'évêque ou du roi, même s'ils ont encore droit de justice sur la terre commune.
Cet acte permet donc à l'évêque de devenir Comte de Gévaudan. Il obtient ainsi le droit, entre autres, de battre sa monnaie. Ce statut de comte-évêque sera d'ailleurs conservé jusqu'à la disparition du Gévaudan à la Révolution française. Par conséquent Mende devient officiellement capitale civile et religieuse. Un bailli royal étant basé à Marvejols, alors qu'un bailli épiscopal dirige Mende. La justice, les impôts et amendes sur les terres communes seront à la charge des barons, en accord avec le Roi et l'évêque.
Les barons tentent de s'insurger contre cet acte qui limite leur pouvoir, et intentent un procès devant le Parlement de Paris. Le verdict tombe en leur défaveur en 1341.

### La lutte contre les Templiers
Guillaume Durand est très proche du Roi Philippe le Bel. Ce dernier souhaite, avec l'aide du pape Clément V voir disparaître l'Ordre du Temple. En août 1308, l'évêque fait partie des huit commissaires nommés par le Pape pour instruire le procès des Templiers. Il rend ainsi un rapport le 5 juin 1311, qui lui vaut l'hostilité des Templiers. Dans celui-ci il préconise de prendre une « ordonnance pontificale » plutôt qu'une instruction judiciaire. Menacé, il est autorisé par le pape à se constituer une garde personnelle pour se prémunir d'un attentat, au cours de l'année 1312.
La présence des Templiers en Gévaudan est avérée par certaines marques sur les pierres (dont une croix de Malte sur le roc de Peyre, lieu du château des barons du même nom), mais ils n'étaient peut-être pas très nombreux, et n'avaient aucune possession. En effet le Gévaudan abritait principalement les Hospitaliers de Saint-Jean de Jérusalem, rivaux des Templiers.

### La réforme de l'Église
En même temps que se tient le procès des Templiers, Guillaume Durand présente son rapport intitulé Tractatus de modo generalis Concilii celebrandi, où il préconise une réforme de l'Église. Il en fait la lecture le 16 octobre 1311 lors du concile de Vienne. Il remet en cause l'absolutisme de Rome. Il prône en faveur du mariage des prêtres, de la gratuité des sacrements, et milite contre les fêtes religieuses qu'il juge trop licencieuses.
Cette requête n'est pas acceptée par l'Église, et certains craignent même qu'elle puisse provoquer un schisme. Il n'en est finalement rien, mais cette réforme est rejetée. Cela ne change en rien la confiance que le pape place en lui au sujet des Templiers.

### Juriste auprès du roi
En 1316 il intervient en qualité de juriste pour conforter le droit de succession de Philippe V de France, à la suite de la mort de Jean Ier. Il devient ainsi conseiller royal. C'est ainsi qu'il négocie, en 1317, un traité avec la Castille, et arbitre un acte de paréage entre l'évêque de Rodez et le comte d'Armagnac, acte annulé finalement par le pape Jean XXII. Guillaume Durand sert alors d'interlocuteur entre le roi de France et le pape lors de plusieurs arbitrages.
Il s'occupe aussi de la politique étrangère. Ainsi, entre 1319 et 1321, il se rend en Angleterre pour conclure la paix entre les rois d'Angleterre et d'Écosse.

### Préparation de la croisade et mort
En 1323, il s'associe avec Amalric II, vicomte de Narbonne afin de préparer une croisade, mais le projet est finalement abandonné. Cette idée de croisade ressurgit en 1329 à la demande du pape Jean XXII et du roi de France Philippe de Valois. Il est alors mandé de se rendre en Égypte, en compagnie de Pierre de Palu (Pierre III de la Palude), patriarche de Jérusalem.
Il meurt à Nicosie, à Chypre, en juillet 1330. Il est inhumé à gauche de l'autel de l'église Sainte-Marie de Beaulieu de Nicosie. Cette église ayant été détruite au XVIe siècle, il ne reste plus rien de la dépouille comme du tombeau de Guillaume Durand.

## Son gisant

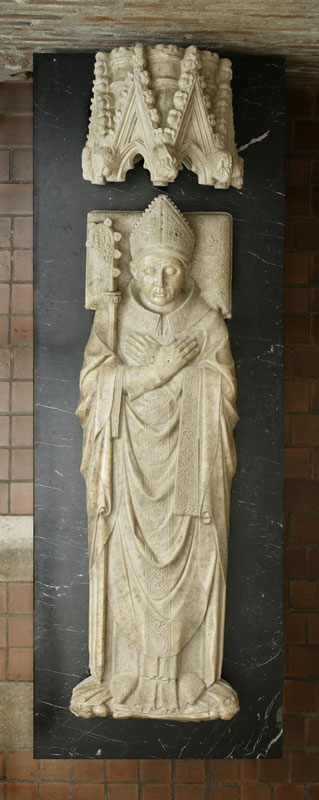
Le gisant de Guillaume Durand, musée des Augustins de Toulouse

Guillaume Durand avait fait ériger une chapelle dédiée à saint Privat au sein du prieuré Notre-Dame-de Cassan, près de Béziers dans l'Hérault. Un gisant lui a alors été élevé, et placé dans cette chapelle. Ce cénotaphe a été acquis par la Société archéologique du Midi de la France le 10 août 1833, et ainsi a été déplacé au musée des Augustins de Toulouse.
Il s'agit d'une sculpture de marbre, de près de deux mètres de longueur, 60 centimètres de profondeur et 26 centimètres de hauteur. L'évêque y est représenté en habits pontificaux, les bras croisés sur sa poitrine et accompagné de la crosse d'évêque. Ses pieds sont appuyés sur un dragon.

## Armes
Armes personnelles
| Blason des Durand | De gueules à trois bandes d’argent, et un chef d’argent chargé d’un lion naissant d’azur, soutenu d’une devise cousue d’azur chargée de trois fleurs de lys d’or. |

Armes en qualité d'évêque de Mende
| Blason de Guillaume Durand, évêque | D’or à trois pals de gueules, chargé d’un buste mitré tenant de la main droite une épée, et de la sénestre une crosse, le tout d’or |

## Écrits
- Mémoire relatif au paréage, 1305-1307
- Tractatus de modo generalis Concilii celebrandi, 1309-1311